# Eleanor Fortescue-Brickdale

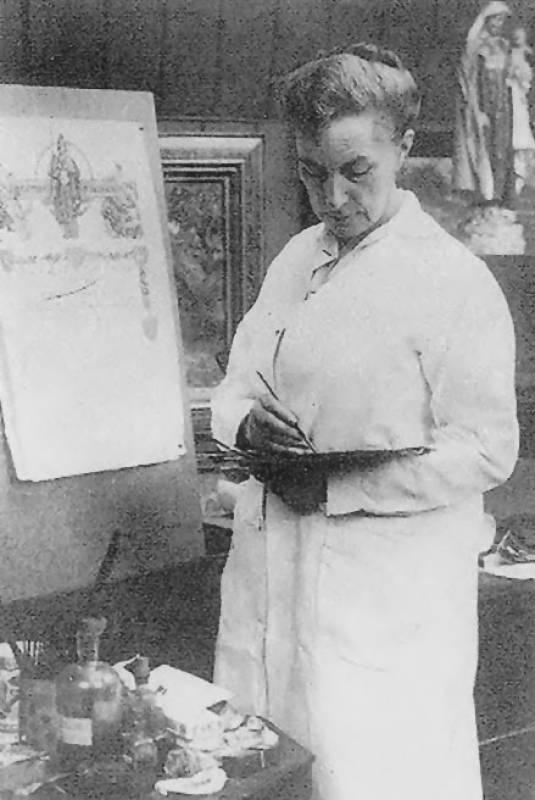
Portret van Eleanor Fortescue-Brickdale, ca. 1900

Eleanor Fortescue-Brickdale (Londen, 25 januari 1871 – aldaar, 10 maart 1945) was een Engels kunstschilderes en boekillustrator, geassocieerd met de prerafaëlieten.

## Leven en werk
Fortescue-Brickdale was de dochter van een succesvol advocaat. Ze studeerde vanaf 1889 aan de Crystal Palace School of Art en van 1897 tot 1900 aan de Royal Academy of Arts te Londen. Aanvankelijk maakte ze vooral boekillustraties, vanaf 1899 ging ze schilderen, vooral in de stijl van de prerafaëlieten, waarvan ze wel als een der laatste exponenten wordt gezien. Ze maakte vaak grote doeken in olie, met historische, allegorische, romantische onderwerpen die doen denken aan John Everett Millais en William Holman Hunt. Haar bekendste werk is wel The Uninvited Guest and Guinevere (1906). Typerend is ook haar The Deceitfulness Of Riches (1901), vol van detail. Later schilderde ze veel met waterverf, illustreerde nog steeds boeken (onder andere gedichten van Alfred Tennyson, maar ook kinderboeken) en maakte ook glas-in-loodramen. Allengs werd haar stijl steeds breder.
Vanaf 1902 had Fortescue-Brickdale een eigen atelier in Kensington. Regelmatig werkte ze samen met Byam Shaw, op wiens school ze ook doceerde. Ze was lid van de Royal Watercolour Society. Werk van haar is te zien in het Ashmolean Museum te Oxford en de Huntington Library in Los Angeles.
In 1938 kreeg Fortescue-Brickdale een beroerte. Ze overleed in 1945 te Londen.

## Galerij

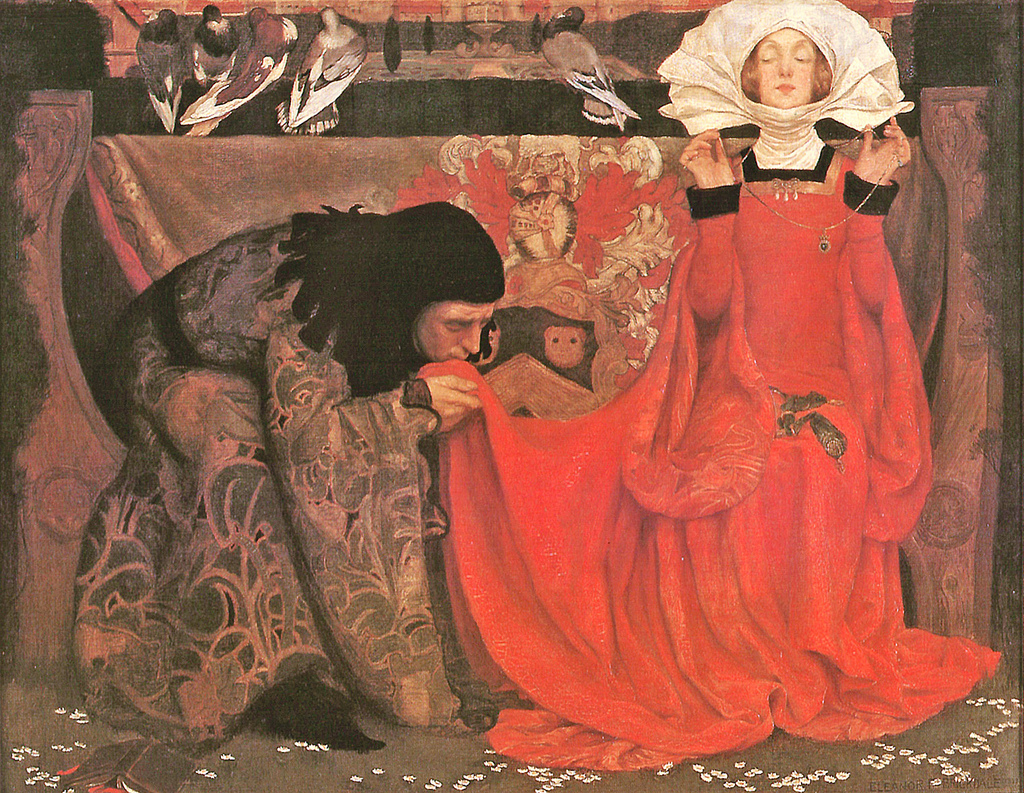
The Pale Complexion of True Love, 1899
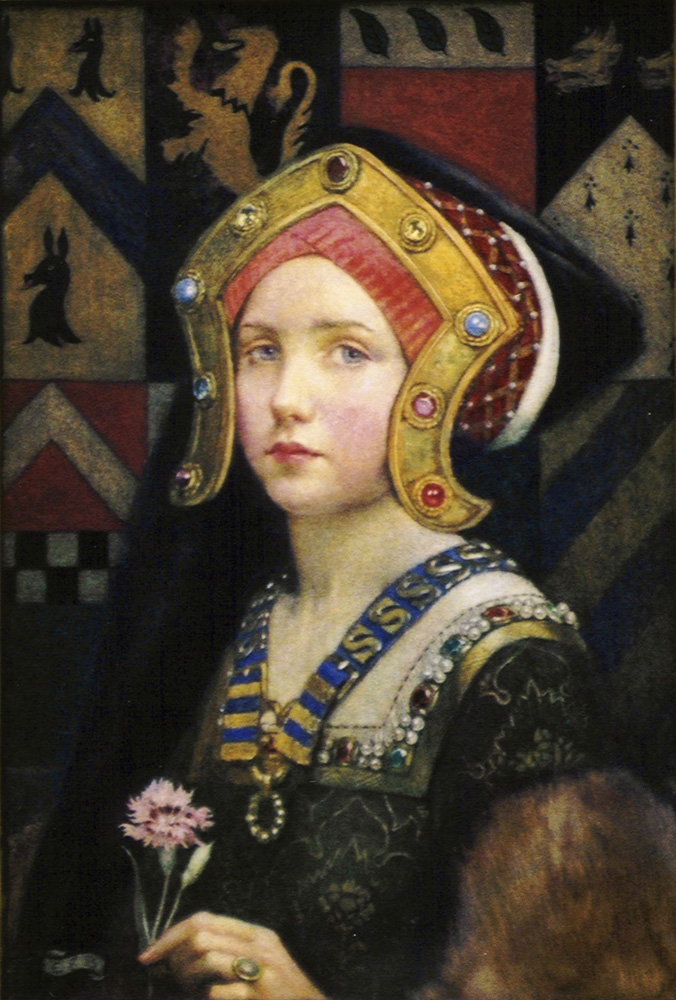
Head of a Tudor girl, 1899
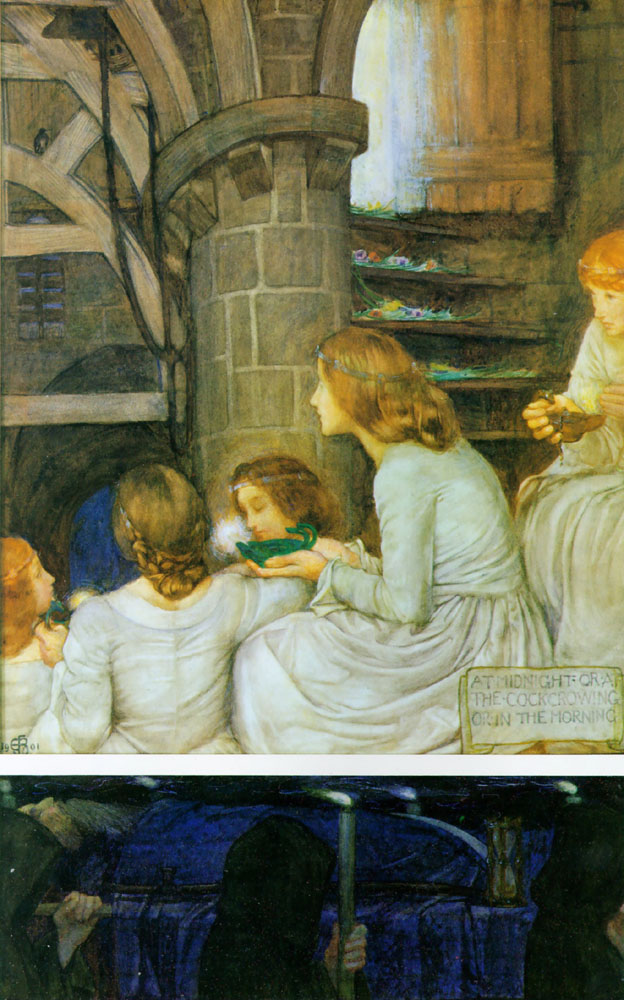
The wise and foolish virgins, ca. 1899
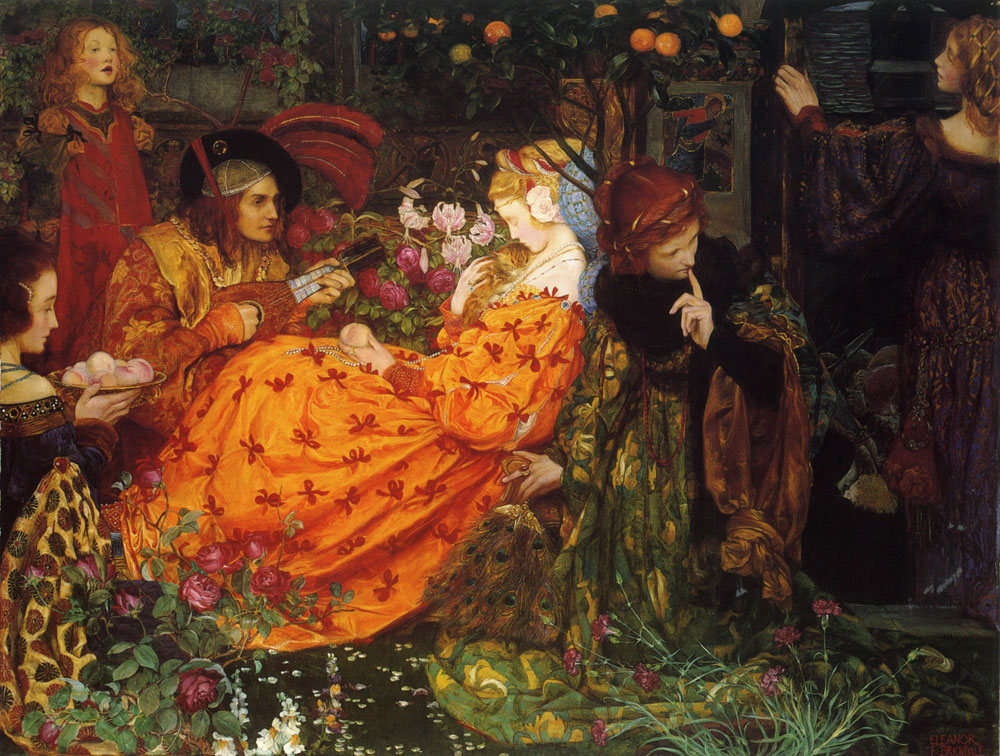
The Deceitfulness of Riches, 1901
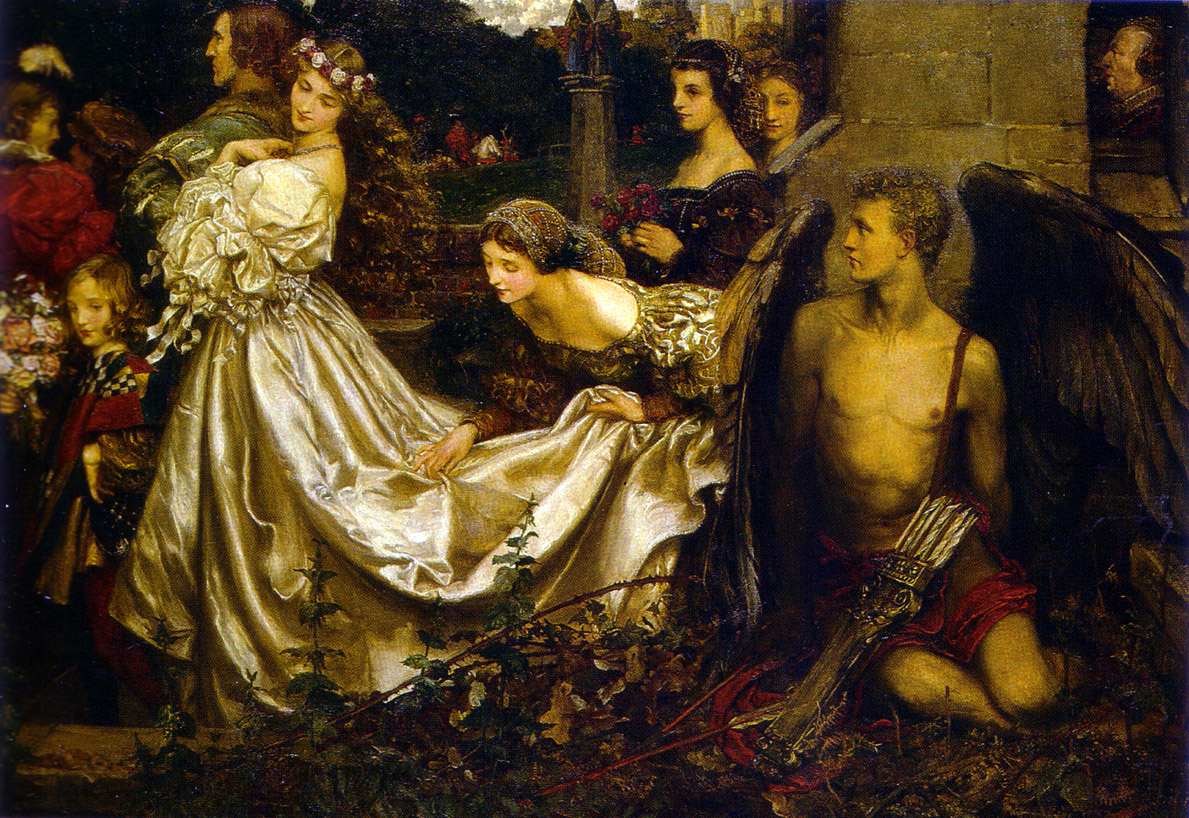
The Uninvited Guest and Guinevere, 1906